# Сен-Жермен-де-Фоссе
Сен-Жерме́н-де-Фоссе́ (фр. Saint-Germain-des-Fossés) — коммуна во Франции, находится в регионе Овернь. Департамент коммуны — Алье. Входит в состав кантона Варен-сюр-Алье. Округ коммуны — Виши.
Код INSEE коммуны — 03236.

## Население
Население коммуны на 2008 год составляло 3667 человек.
| 1962 | 1968 | 1975 | 1982 | 1990 | 1999 | 2008 |
| ---- | ---- | ---- | ---- | ---- | ---- | ---- |
| 3526 | 3529 | 3771 | 3609 | 3727 | 3686 | 3667 |

## Экономика
В 2007 году среди 2271 человека в трудоспособном возрасте (15—64 лет) 1531 были экономически активными, 740 — неактивными (показатель активности — 67,4 %, в 1999 году было 67,7 %). Из 1531 активных работали 1359 человек (712 мужчин и 647 женщин), безработных было 172 (87 мужчин и 85 женщин). Среди 740 неактивных 181 человек были учениками или студентами, 257 — пенсионерами, 302 были неактивными по другим причинам.